# Эруош
Эруош (англ. Erewash) — неметрополитенский район (англ. non-metropolitan district) в церемониальном графстве Дербишир в Англии. Административный центр — город Илкстон.

## География
Район расположен в юго-восточной части графства Дербишир, граничит на юге с графством Лестершир, на востоке — с графством Ноттингемшир.

## Состав
В состав района входят 2 города:
- Илкстон
- Лонг-Итон

и 15 общин (англ. civil parish):
| - Бредсолл - Бристон - Дейл Абби - Дрейкотт энд Черч Уилн - Хопуэлл - Литл Итон - Лонг-Итон - Морли | - Окбрук энд Борроваш - Рисли - Сандиакр - Соли - Станли энд Станли Коммон - Стантон бай Дейл - Уэст-Халлам |